# Wohnhausanlage Fröbelgasse 55–57
Die Wohnhausanlage Fröbelgasse 55–57 ist ein Gemeindebau im 16. Wiener Gemeindebezirk Ottakring. Er wurde zwischen 1932 und 1933 nach Plänen des Wiener Stadtbauamtes errichtet und umfasst 28 Wohnungen.

## Geschichte
Das Grundstück, auf dem ab 1932 die Wohnhausanlage errichtet wurde, war ursprünglich im Besitz des Wiener Krankenanstaltenfonds, der 1885 in der nahen Thaliastraße auch das Stephaniespital bauen ließ. Auf dem Grundstück in der Fröbelgasse befanden sich bis 1930 ebenerdige Amtsräume der Polizeiwachstube sowie ein eingeschoßiges Fondshaus des Wiener Krankenanstaltenfonds. Für die Errichtung des Gemeindebaus wurden die bisher bestehenden Gebäude abgerissen. Nachdem die Wohnhausanlage im Zweiten Weltkrieg schwer beschädigt worden war, erfolgte im Jahr 1947 die Wiederherstellung des Gemeindebaus.

## Bauwerk
Auf dem Grundstück der Fröbelgasse entwickelte das Wiener Stadtbauamt einen viergeschoßigen Gemeindebau mit einer zwölfachsigen Fassade, die durch ihren glatten Verputz und die ausschließlich horizontale Betonung besonders schlicht wirkt. Der Gemeindebau wurde dabei durch einen Gesimsstreifen über dem Erdgeschoß sowie dem Dachgesims optisch an das rechte Nachbargebäude angeschlossen. Zusätzlich akzentuiert wurde die Fassade durch Gesimsbänder über den Fenstern des vierten Stocks, die jeweils zwei Fenster zusammenfassen. Als weitere Fassadendetails dienen die beiden linken Stiegeneingänge, die mit den jeweils flankierenden Fenstern eine optische Einheit bilden. Der dritte Eingang wurde hingegen in eine der Fensterachsen integriert.
Die Fassade im Innenhof besitzt 16 Fensterachsen und wurde im Gegensatz zur Fassade durch eine ausgeprägte Höhenstaffelung und leicht vorspringende Stiegenhäuser gestaltet, wobei die Stiegenhäuser von einem unregelmäßig ausgebauten fünften Geschoß flankiert werden. Die Hoffassade weist eine asymmetrische Gliederung auf, des Weiteren wurde diese Fassade durch kurze Gesimsbänder und einem mittels grauem Grobputz abgesetzten Sockel gestaltet. Auf Grund der Grundstückslage springt die Fassade des Innenhofes auf der rechten Seite weit zurück.